# Lista över insjöar i Vilhelmina kommun
Detta är en lista över sjöar i Vilhelmina kommun baserad på sjöns utloppskoordinat. Listan är av tekniska skäl uppdelad på flera listor. 

## Listor
- Lista över insjöar i Vilhelmina kommun (1-1000)
- Lista över insjöar i Vilhelmina kommun (1001-2000)
- Lista över insjöar i Vilhelmina kommun (2001-)